# Ernest Acker
Pour les articles homonymes, voir Acker.
Ernest Acker, né le 28 août 1852 à Bruxelles, mort le 12 juin 1912 à Bruxelles, est un architecte belge.

## Biographie
« Monsieur Acker » est l'un de ces nombreux architectes d'un pays, la Belgique, où depuis le Moyen Âge, une belle maison est à la fois le signe extérieur de la réussite sociale, mais également le lieu des joies simples de la famille, comme l'exprime, un peu naïvement, mais très justement, Plantin dans son fameux sonnet « le Bonheur de ce monde. »
Joseph Acker a su transmettre avec goût à ses disciples l'art de satisfaire en un style cosy, ce désir de sa clientèle.
Le style « Renaissance flamande », nuancé de couleurs et modernisé par l'emploi de sgraffites remplissait parfaitement cette tâche.
Son atelier était accueillant aux jeunes qui y font leurs premières armes.
Il est également le grand ordonnateur de l'Exposition universelle de Bruxelles de 1910 où il donne au monde cette image d'une nation tranquille, calme et bienveillante, vivant à l'ombre de ses beffrois, comme on pouvait le rêver à Bruxelles Kermesse.
Élève de Wynand Janssens (1827-1913), il pouvait être solennel quand il le fallait, mais d'une main moins lourde : le « Palais de la Belgique », à l'Exposition universelle de 1910, en porte témoignage.
Il meurt le 12 juin 1912 à soixante ans dans sa ville natale de Bruxelles.
Le Prix Ernest Acker d'architecture est décerné en son honneur.